# روتن (آلاباما)
روتن (به انگلیسی: Roeton) یک منطقهٔ مسکونی در ایالات متحده آمریکا است که در شهرستان کافی، آلاباما واقع شده‌است. روتن ۱۲۱٫۹۲ متر بالاتر از سطح دریا واقع شده‌است.